# Andy Gomarsall
Andrew Charles Thomas “Andy” Gomarsall (Durham, 24 luglio 1974) è un ex rugbista a 15 britannico, nazionale inglese, mediano di mischia; con la sua Nazionale ha partecipato a due Coppe del Mondo, vincendo l'edizione del 2003.

## Biografia
Gomarsall si impose all'attenzione nel 1992 quando guidò la nazionale inglese Under-18 al suo primo Grande Slam nel Cinque Nazioni di categoria dopo 11 anni: questo gli valse l'attenzione dei London Wasps che lo ingaggiarono subito. Nel 1996, in occasione di un test match contro l'Italia, avvenne l'esordio in Nazionale maggiore; l'anno successivo Gomarsall fu impiegato in tre delle quattro partite del Cinque Nazioni 1997.
Nel 1999 giunse il suo primo successo, la Coppa Anglo-Gallese, che fu anche il preludio al cambio di maglia. Gomarsall si trasferì infatti al Bedford, nel quale rimase due stagioni, l'ultima delle quali da capitano. Del 2001 è il trasferimento al Gloucester, presso cui in 4 stagioni Gomarsall vinse un campionato inglese e un'altra Coppa Anglo-Gallese.
Tra il 2002 e il 2004 si propose come titolare fisso in Nazionale, nella quale si caratterizzò per l'affidabilità nel pacchetto di mischia, e prendendo parte alle vittorie contro Argentina, Sudafrica, Australia e Nuova Zelanda (le ultime tre per due volte in un biennio); nella Coppa del Mondo di rugby 2003 in Australia Gomarsall disputò tutti gli incontri, segnando anche due mete (all'Uruguay, battuto 111-13) e laureandosi campione del mondo proprio contro la Nazionale padrona di casa, a Sydney.
Tra il 2003 e il 2005 Gomarsall fu nominato vice capitano della squadra, e fu impegnato oltre che nei consueti test match autunnali, anche negli incontri contro i prestigiosi New Zealand Barbarians e, più tardi, contro i Barbarians britannici.
Un infortunio, però, lo tenne fuori dalla Nazionale, e anche il Gloucester non gli rinnovò il contratto; nell'estate del 2005, quindi, Gomarsall firmò un triennale per il Worcester; tuttavia il club, al termine della stagione successiva, rescisse il contratto del giocatore insieme a quello di altri nove suoi compagni di squadra, azione contro la quale Gomarsall si riservò di ricorrere in tribunale.
Nelle more di veder regolata in giudizio la controversia, nel settembre 2006 firmò un contratto a gettone con gli Harlequins: il club gli corrispose un compenso in base alle prestazioni in campo. «Quel che mi è successo è allucinante e non l'auguro a nessuno. Amo giocare a rugby e ultimamente mi è davvero mancato. Sono grato ai Quins per avermi dato quest'opportunità».
Il buon rendimento negli Harlequins fece riguadagnare a Gomarsall la maglia della Nazionale inglese, e Brian Ashton lo convocò per la Coppa del Mondo di rugby 2007 in Francia.
Nel corso del torneo Gomarsall ebbe la sua occasione per mettersi in luce: fu nella semifinale contro la Francia, il 13 ottobre allo Stade de France, quando diede a Josh Lewsey la palla decisiva della meta che segnò la differenza di punteggio tra le due squadre (14-9) e diede all'Inghilterra la seconda finale mondiale consecutiva, poi persa contro il Sudafrica.
Le ultime partite internazionali di Gomarsall risalgono al Sei Nazioni 2008 (incontro più recente, vittoria 23-19 a Roma contro l'Italia).
Il contratto con gli Harlequins fu regolarizzato e durò fino al 2009, anno in cui Gomarsall si trasferì al Leeds Carnegie.
Ritiratosi alla fine della Premiership 2009-10, Gormarsall è stato ingaggiato dai London Wasps per la propria formazione di rugby a 7.

## Palmarès
- Coppe del mondo: 1
Inghilterra: 2003
- Coppe Anglo-Gallesi: 2
Wasps: 1998-99
Gloucester: 2002-03